# Barrafranca
Barrafranca ist eine Gemeinde im Freien Gemeindekonsortium Enna in der Region Sizilien in Italien mit 11.664 Einwohnern (Stand 31. Dezember 2023).

## Lage und Daten
Barrafranca liegt 39 km südwestlich von Enna. Die Stadt liegt an der SS 191, die Piazza Armerina mit Caltanissetta verbindet. Die Gemeinde bedeckt eine Fläche von 53,64 km². Die Einwohner leben in erster Linie von der Landwirtschaft. Es werden hauptsächlich Weintrauben, Oliven, Nüsse und Mandeln produziert.
Die Nachbargemeinden sind Mazzarino (CL), Piazza Armerina, Pietraperzia und Riesi (CL).

## Geschichte
Wahrscheinlich lag hier das antike Hibla Heraia oder Galeota oder Galatina, das dann romanisiert wurde und den Namen Collanania erhielt. Zur Normannenzeit hieß der Ort Convincino; um 1330 kam er zum Feudalbesitz der Familie Barresi. Etwa zweihundert Jahre später ließ Matteo Barresi di Pietraperzia Arbeiten durchführen, um die Entwicklung des Ortes zu fördern, und verlieh ihm seinen heute noch bestehenden Namen Barrafranca.

## Bauwerke
- Chiesa Madre, gebaut im Jahre 1728, im Inneren sind Stuckverzierungen zu besichtigen
- Chiesa di S. Maria dell’Itria aus dem 15. Jahrhundert
- Chiesa della SS. Trinità
- Chiesa Madre della Divina
- Convento delle Benedettine und Chiesa di San Benedetto
- Chiesa di S. Maria della Stella aus dem 15. Jahrhundert
- Chiesa di S. Francesco gebaut 1694
- Ruinen des Kastells aus dem Mittelalter

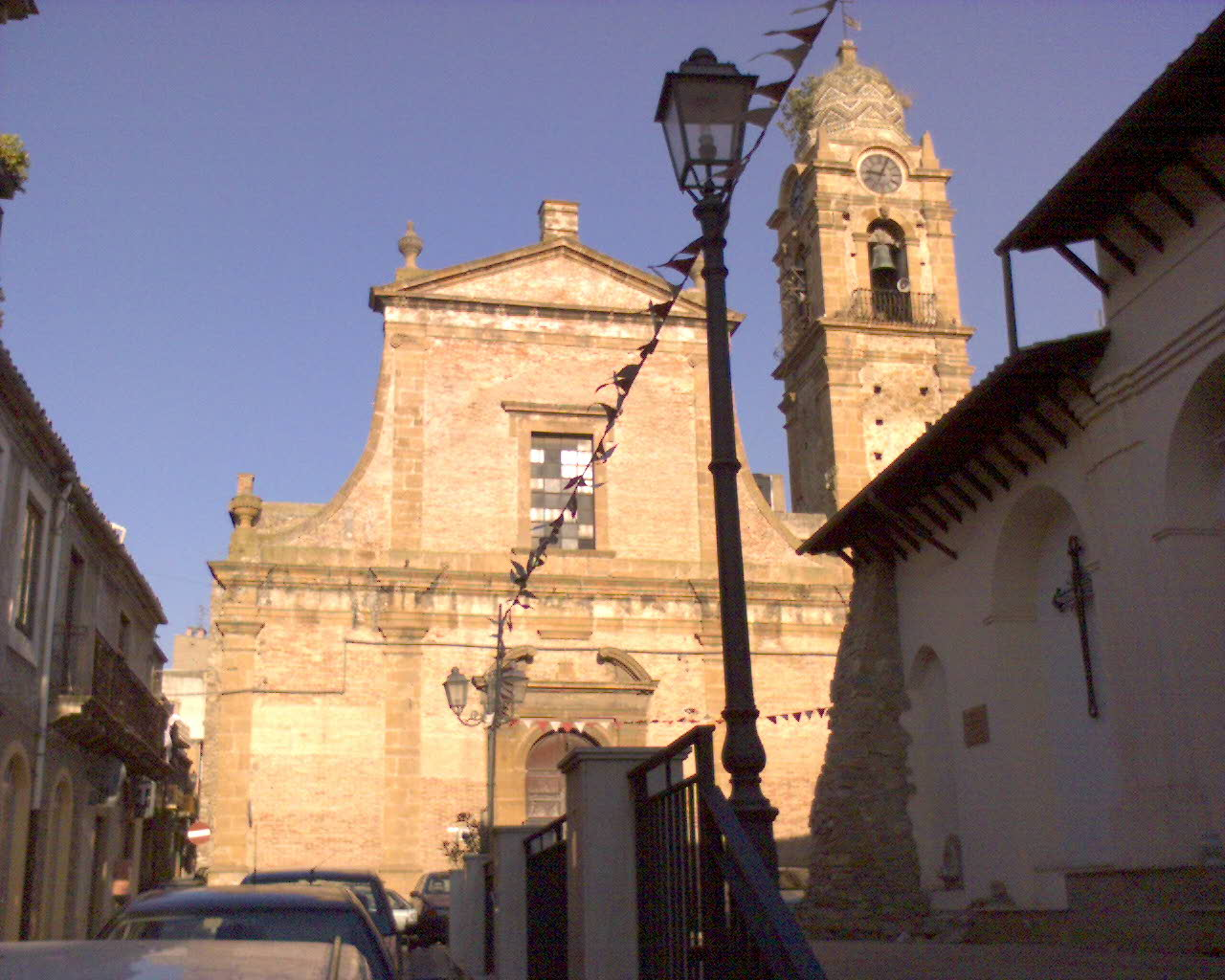
Chiesa Madre in Barrafranca